# Sweet Melody (песня)
«Sweet Melody» (с англ. — «Сладкая мелодия») ― сингл британской группы Little Mix, выпущенный 23 октября 2020 года на лейбле RCA Records в качестве третьего сингла с их шестого студийного альбома Confetti. Он достиг вершины UK Singles Chart в январе 2021 года. Сингл также возглавил чарты Македонии и Шотландии и достиг пика в топ-20 чартов Хорватии, Венгрии, Ирландии и Латвии, а также англоязычных чартов Гватемалы, Боливии, Уругвая и Перу. Он был сертифицирован золотым в Великобритании.

## История
18 октября 2020 года группа опубликовала тизер-видео в Twitter, намекая на предстоящее сообщение. 19 октября 2020 года они опубликовали официальное объявление и дату выхода песни вместе с предварительным просмотром трека.

## Видеоклип
Группа анонсировала музыкальное видео в социальных сетях 21 октября 2020 года. Днем позже Little Mix объявила через Twitter, что музыкальное видео будет выпущено 23 октября на YouTube. 20 ноября на YouTube было выпущено официальное видео с текстом песни, сделанное фанатами. 27 ноября официальная видеоверсия была загружена на YouTube.

## Чарты
| Чарт (2020–2021)                    | Высшая позиция |
| ----------------------------------- | -------------- |
| Бельгия/Фландрия (Ultratip)         | 9              |
| Bolivia Anglo (Monitor Latino)      | 7              |
| Croatia (HRT)                       | 20             |
| Euro Digital Songs (Billboard)      | 3              |
| Мир (Billboard Global 200)          | 72             |
| Greece (IFPI)                       | 78             |
| Guatemala Anglo (Monitor Latino)    | 17             |
| Венгрия (Single Top 40)             | 17             |
| Ирландия (IRMA)                     | 7              |
| Latvia (Latvijas Top 40)            | 11             |
| Lithuania (AGATA)                   | 99             |
| Macedonia (Radiomonitor)            | 1              |
| Netherlands (Single Tip)            | 2              |
| New Zealand Hot Singles (RMNZ)      | 8              |
| Peru Anglo (Monitor Latino)         | 11             |
| Португалия (AFP)                    | 80             |
| Шотландия (Scottish Singles Chart)  | 1              |
| Швейцария (Schweizer Hitparade)     | 83             |
| Великобритания (UK Singles Chart)   | 1              |
| United Arab Emirates (Radiomonitor) | 19             |
| Uruguay Anglo (Monitor Latino)      | 14             |
| США (Billboard Digital Songs)       | 39             |

## Сертификации
| Регион                                                                      | Сертификация | Продажи   |
| --------------------------------------------------------------------------- | ------------ | --------- |
| Великобритания (BPI)                                                        | Платиновый   | 1,100,000 |
| Данные о продажах + прослушиваниях приведены только на основе сертификации. |              |           |